# Elizabeth Williams (photographe)
Elizabeth «Tex» Williams, en français : Elizabeth « Tex » Williams, née en 1924, est une photographe américaine. A l'âge de 20 ans, en 1944, elle rejoint le Women's Army Corps et devient l'une des rares femmes photographes afro-américaines de l'armée des Etats-Unis.

## Vie et éducation
Williams est née à Houston en 1924. Elle grandit dans une famille ouvrière. Elle sert dans le Corps féminin de l'armée, où elle est stationnée en Iowa et en Arizona. Elle prendra sa retraite à Huachuca City, en Arizona. A son époque, l'armée n'autorisait pas les Afro-Américains à intégrer l'école militaire de photographie. Williams a donc dû faire ses études à la Photographic Division School du New Jersey. Elle est déclarée major de sa promotion avec mention.

## Carrière
Williams travaille comme photographe dans le Corps féminin de l'armée de 1944 à 1970. Elle est stationnée sur la base entièrement noire de l'Iowa, car la ségrégation raciale était encore pratiquée dans l'armée. Cette pratique discriminatoire a perduré même après la fin de la ségrégation en 1948. Depuis la ségrégation dans l'armée jusqu'au décret présidentiel 9981, elle a pris de nombreux clichés d'Afro-Américains. Au sein et en dehors de l'armée, Williams a photographié le «nouveau Noir» qui a bouleversé le discours stéréotypé sur les Afro-Africains. Williams a photographié tout ce qui touche à l'armée. Elle a pris des photos de renseignements, de médecine, de défense et d'identité. Elle a ensuite travaillé comme photographe de renseignement pour les agences de renseignement de la défense.

## Importance de son travail
Des universitaires comme Jeanne Moutoussamy-Ashe et Jacqueline Ellis décrivent Williams comme une pionnière, dont l'origine ethnique et le sexe rendaient la réussite professionnelle de photographe improbable, particulièrement dans l'armée américaine, qui est restée ségréguée jusque dans les années 1980, bien que la politique officielle ait pris fin en 1948. Les Afro-Américains étant exclus des écoles de photographie et des programmes de formation de l'armée, elle a dû intégrer la Photographic Division School du New Jersey, où elle a été la première femme et la première Afro-Américaine à obtenir son diplôme, avec mention. A son époque, elle fut la seule femme à photographier l'armée de l'air. Elle a contribué à immortaliser les manœuvres aériennes militaires.